# Haaften
Haaften est un village néerlandais de la commune de West Betuwe, situé dans la province du Gueldre.

## Géographie
Haaften est situé sur la rive droite du Waal entre Hellouw et Tuil. Haaften est le village de Neerijnen avec le plus d'habitants, mais la mairie ne s'y trouve pas, elle est à Neerijnen.

## Histoire
En 1818, Haaften est érigé en commune par démembrement du territoire de la commune de Herwijnen. Le village forme une commune à laquelle appartiennent également les villages de Hellouw et de Tuil. En 1840, Haaften comptait 262 maisons et 1 960 habitants, dont 992 à Haaften, 560 à Hellouw et 408 à Tuil. Depuis le 1er janvier 1978 Haaften a fusionné dans la commune de Neerijnen.